# Gemological Institute of America
L'Institut Gemmològic d'Amèrica (Gemological Institute of America, o GIA, en anglès) és una institució sense ànim de lucre dedicada a la investigació i formació en el camp de la gemmologia i la joieria. Fundada el 1931, la missió del GIA és protegir els venedors i compradors de gemmes, establint i mantenint els estàndards per avaluar la qualitat d'una gemma. L'institut ho realitza mitjançant la investigació, els serveis d'identificació de gemmes i qualificació de diamants i diversos programes educatius. Mitjançant la seva biblioteca de fama internacional i els seus experts en la matèria, el GIA actua com una font d'informació sobre gemmes i joieria per al comerç i el públic.
El 1953, el GIA va desenvolupar el seu "sistema internacional de qualificació de diamants" i les 4 "Cs" (cut, clarity, color i carat weight - talla, puresa, color i pes) com un estàndard per comparar i avaluar la qualitat dels diamants.
Avui dia, la seva oficina principal se situa a Carlsbad (Califòrnia) i opera en més de 14 països amb 12 campus, 7 laboratoris i 4 centres d'investigació.

## Història
El 15 de febrer de 1931, el joier Robert M. Shippley va contribuir en la creació del Gemological Institute of America. A causa dels escassos coneixements sobre pedres precioses dels joiers de l'època, Shippley dotar la indústria d'un to més professional a través de l'educació, la investigació i la instrumentació gemmològica. Els primers anys l'institut operava des de la casa de Shippley a Los Angeles i oferia cursos i certificats gemmològics per correu.
Des dels anys 30, el GIA ha fet nombrosos avenços en el coneixement de les gemmes incloent:
- Creació de l'escala D-Z per al color i Flawless-I3 per la puresa dels diamants, reconeguda internacionalment per a l'avaluació de la qualitat dels diamants (1953).
- Detecció de diamants grocs irradiats (1956).
- Primer estudi gemmològic d'una tanzanita (1968).
- Primer informe d'un diamant sintètic tallat (1971).
- Detecció de diamants amb millora de color mitjançant tractament d'altes pressions/altes temperatures (HPHT acrònim en anglès) (1999).
- Detecció de diamants sintètics en qualitat gemma creats amb el procediment de precipitació de vapor químic (CVD acrònim en anglès) (2003).[4]

## Investigació
El GIA està activament compromès amb la investigació per a l'avanç de la ciència de la gemmologia. Històricament, la investigació s'ha centrat en el desenvolupament de mètodes i tecnologies per identificar amb precisió les gemmes i les seves característiques. Aquesta investigació ha donat com a resultat grans avenços en la distinció de gemmes i identificació d'imitacions (especialment imitacions de diamants). El GIA va ser qui va emetre els primers informes moderns de qualificació de diamants, introduint-hi les metodologies de classificació del color i la puresa. Avui en dia, aquestes escales i mètodes són l'estàndard en el comerç de diamants. Actualment, les investigacions dels seus laboratoris se centren en el desenvolupament i millora de tècniques de detecció de diamants tractats i sintètics, així com de safirs, robins i perles tractades.

## Serveis de laboratori
El GIA ofereix un ventall de serveis en la identificació i qualificació de gemmes. Els informes de qualificació de diamants no muntats (tant naturals com sintètics) amb les seves característiques: color, puresa, talla i pes. El GIA emet dos tipus d'informes: el més complet es diu Diamond Grading Report (informe de qualificació de diamant), i el més resumit i econòmic es diu Diamond Dossier (dossier de diamant).
Els informes del GIA sobre pedres de color inclouen comentaris sobre tractaments detectats, així com la possible procedència (país) en el cas de robins, safirs, maragdes i turmalines. Els informes sobre perles especifiquen el pes, mida, forma, color, origen i presència de tractaments.

## Formació
L'institut ofereix, també, programes de formació i col·labora amb organitzacions del comerç mundial per a la formació tècnica en gemmes i joies.
El diploma de Gemmòleg Graduat (G.G.) ofereix una formació en gemmologia. Els diplomats reben el títol de "gemmòleg i especialista en diamant." També és possible obtenir el títol de Joier Professional Acreditat.
A més, el campus del GIA a Carlsbad ofereix altres cursos en matèria de joieria. El conjunt de cursos i títols que el GIA inclou són:
- Gemmòleg titulat
- Especialista en diamants titulat
- Especialista en pedres de color titulat
- Especialista en perles titulat
- Professional acreditat de la joieria
- Arts aplicades de la joieria
- Joier titulat
- Curs de disseny de joies
- Curs de disseny de joies assistit per ordinador

El GIA compta a més amb la seva prestigiosa revista de divulgació sobre gemmologia "Gems & Gemology".

## Biblioteca i centre d'informació
La biblioteca i el centre d'informació de gemmologia Richard T. Liddicoat, es troba en l'oficina principal de Carlsbad (Califòrnia) i és el principal recurs de coneixement gemmològic. Allotja una col·lecció de 38.000 llibres, 700 revistes i diaris internacionals, 1.000 vídeos i DVDs, 80.000 imatges digitals i 300 mapes. La col·lecció comprèn publicacions des de 1496 fins a l'actualitat, incloent-hi la història de la gemmologia i els últims desenvolupaments.

## Controvèrsies
El 2005 van sortir a la llum casos de suborns a treballadors del laboratori del GIA, que van fer "tremolar" els fonaments de la integritat dels seus certificats. Presumptament, treballadors del laboratori del GIA a Midtown havien inflat les característiques dels diamants de certs comerciants. El frau es va descobrir quan dos diamants, amb un preu de 15 milions de dòlars, propietat de membres de la reialesa saudita, van ser portats a un taxador independent, i les seves qualitats van resultar ser inferiors. Això va portar a una investigació interna al GIA que va durar mesos. Aquesta investigació va concloure amb què "els treballadors del laboratori de Midtown havien estat en contacte amb clients", una pràctica prohibida pel codi ètic del GIA.

## Competència
El GIA té diversos competidors en l'emissió d'informes gemmològics i en la formació:
- La Gem-A (Gemmological Associtation of Great Britain o associació gemmològica de Gran Bretanya). Va ser fundada el 1908 i el seu primer diplomat nord-americà va ser el fundador del GIA Robert M. Shippley en 1929.[10]
- El HRD (Hoge Raad voor de Diamant o gran consell del diamant) d'Anvers. La principal autoritat europea. HRD és molt popular a orient i Europa. Els seus informes són considerats documents legals per la Unió Europea.[11]
- L'IGI (International Gemological Institute o institut gemmològic internacional). És el competidor principal del GIA.[12]
- L'EGL (European Gemological Laboratory o laboratori gemmològic europeu).[13]
- La AGS (American Gemologycal Society o societat gemmològica americana).[14]
- El CIG (Canadian Institute of Gemmology o institut canadenc de gemmologia).[15]